# 디즈니 스토어
디즈니 스토어(Disney Store)는 국제적인 월트 디즈니 컴패니의 체인점이다. 디즈니 캐릭터의 신상품이나 트렌드 아이템, 문구, 액세서리, 잡화, 과자 등을 판다.